# رومنتينو
رومنتينو؛ هي مدينة يبلغ عدد سكانها حوالي 5000 نسمة  و تقع في مقاطعة نوفارا، بيدمونت (شمال إيطاليا ) 8 كيلومتر (5 ميل) شرق نوفارا و40 كيلومتر (25 ميل) غرب ميلانو. وتبلغ مساحتها حوالي 18 كيلومتر مربع (6.9 ميل2). وعمدة البلدة هو ماركو كاتشيا، والذي تولى المنصب منذ مايو 2019 حتى يومنا هذا.
ووفقًا للمؤرخ المحلي لويجي بالدي، فقد أسس الرومان رومينتينو بعد غزوهم لغاليا كيسالبين (شمال إيطاليا) في القرن الثاني قبل الميلاد. وكان اسم المدينة حينها " روما ابود تيسينوم "، وهذا يعني روما بالقرب من نهر تيسينو، وعلى الرغم من وجود فرضيات أخرى حول الاسم الأصلي.

## روابط خارجية
- Official website باللغة الإيطالية